# Svein Bjørn Olsen
Svein Bjørn Olsen (Sandefjord, 30 giugno 1945 – Sandefjord, 18 luglio 1998) è stato un calciatore norvegese, di ruolo portiere.

## Carriera

### Club
Olsen vestì la maglia del Sandefjord, prima di passare al Lyn Oslo. Esordì con questa maglia il 1º maggio 1966, schierato nel pareggio casalingo per 1-1 contro lo Hødd. Diede il suo contributo per la vittoria della Coppa di Norvegia 1967, oltre che per il double della stagione successiva. Totalizzò 110 presenze in campionato, con questo club: terminata questa esperienza, si accordò con il Sarpsborg.

### Nazionale
Conta 10 presenze per la Norvegia.

## Palmarès

### Club

#### Competizioni nazionali
- Campionato norvegese: 1

Lyn Oslo: 1968
- Coppa di Norvegia: 2

Lyn Oslo: 1967, 1968